# Razor
Razor z višino 2601 m spada med najvišje vrhove Julijskih Alp. Vrh ima obliko strme in vitke konice. Vsi označeni pristopi na vrh so dokaj dolgi. Najlažji je južni pristop iz Zadnjice (Trenta), saj nas do Pogačnikovega doma (2050 m) pripelje markirana pot, pravzaprav italijanska vojaška cesta (mulatjera). Od doma vodi označena pot na sedlo Planja, kamor z Vršiča pripelje tudi Jubilejna pot, in od tam na sam vrh. Pristop na Kriške pode je možen tudi s severa od koče v Krnici čez Kriško steno ali z vzhoda iz Vrat. 